# Comtat de Tauragė
El Comtat de Tauragė (lituà Tauragės apskritis) és una divisió administrativa de Lituània. La capital és Tauragė i es divideix en els municipis i districtes de:
- Districte municipal de Jurbarkas
- Municipi de Pagėgiai
- Districte municipal de Šilalė
- Districte municipal de Tauragė